# 円熟
| ウィキペディアには「円熟」という見出しの百科事典記事はありません（タイトルに「円熟」を含むページの一覧/「円熟」で始まるページの一覧）。 代わりにウィクショナリーのページ「円熟」が役に立つかもしれません。 |